# Renault AHx

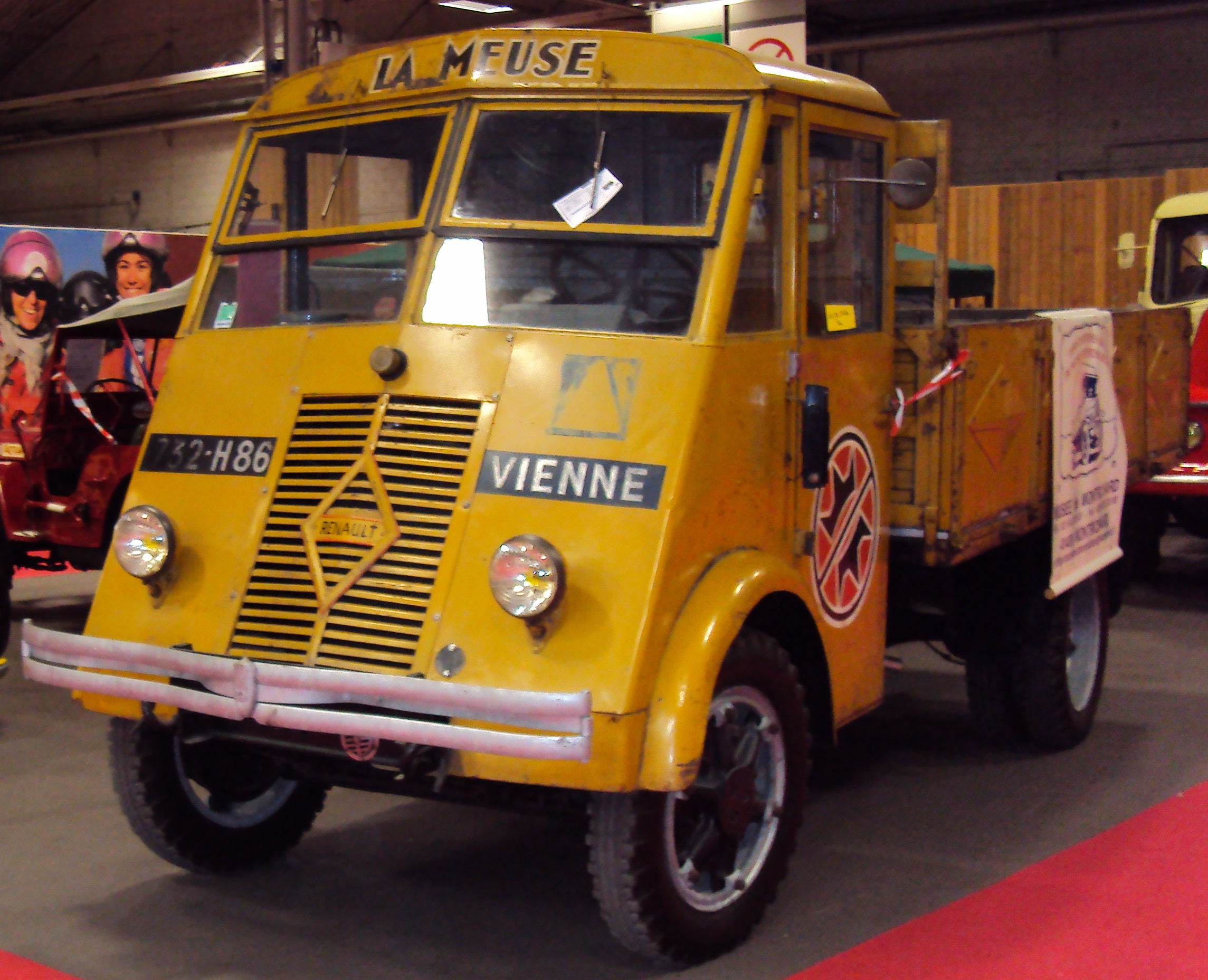
Renault AHS

De Renault AHx is een serie lichte en middelzware vrachtwagens vervaardigd door de Franse fabrikant Renault tussen 1941 en 1947.

## Geschiedenis
Halverwege de jaren 1930 had Renault een order gekregen voor de levering van de Renault AGR aan het Franse leger. Het leger kocht enkele duizenden exemplaren die vanaf 1937 werden geleverd. Deze vrachtwagen had een laadvermogen van 3,5 ton. Op 3 september 1939 verklaarde Nazi-Duitsland aan Frankrijk de oorlog. Dit noodzaakte het Franse leger nieuwe voertuigen te bestellen.
Renault besloot een nieuw militair voertuig te ontwikkelen dat eenvoudiger was te produceren en tevens goedkoper dan de AGR. Het eerste prototype werd gepresenteerd in februari 1940 en kreeg de aanduiding AHN.
Het is een zeer eenvoudig ontwerp met een simpele strakke en schuinaflopende frontstuurcabine, alleen de koplampen zijn op de cabine bevestigd. Het laadvermogen werd vastgesteld op 4 ton. Nog voor de productie was opgestart, werd Frankrijk binnengevallen en vanaf mei 1940 was Frankrijk bezet gebied. De Duitsers vorderden de Renault fabrieken om de productie te sturen, met name die van vrachtwagens. In februari 1941 kwamen de eerste vrachtwagens uit de fabriek.
Het Duitse leger nam het voertuig in gebruik onder de aanduiding Renault Lastkraftwagen 3,5 t AHN. Het laadvermogen was wel gereduceerd tot 3,5 ton. Een zescilinder benzinemotor met een vermogen van 75 pk maakte een topsnelheid van 70 km/h mogelijk. De vrachtwagen had alleen aandrijving op de achterwielen. Renault kreeg ook van Vichy-Frankrijk opdrachten, ter vervanging van de vrachtwagens die door het Duitse leger waren opgeëist. 
In mei 1941 kwam de AHR in productie met als belangrijkste verschil een laadvermogen van 5 ton. Met dezelfde motor lag de maximumsnelheid op 60 km/h. Er kwam ook een kleinere versie, de AHS, met een laadvermogen van 2 ton en een minder sterkere viercilinder benzinemotor met een cilinderinhoud van 2100 cc. Deze versie was vanaf september 1941 beschikbaar.
Vanaf mei 1941 kwamen er ook versies met een houtvergasser, maar hiervan worden er slechts enkele honderden gemaakt. Deze versie was hoofdzakelijk bedoeld voor de civiele markt, omdat alle benzine voor het leger was gereserveerd. Met houtgas leveren de motoren veel minder vermogen.
De Wehrmacht gebruikte de vrachtwagen niet alleen in Frankrijk, maar ook in andere bezette landen en aan het oostfront in de Sovjet-Unie. De productie werd gehinderd door geallieerde luchtbombardementen op de fabrieken, maar ook saboteerden arbeiders de productie. 
Na de geallieerde bevrijding werd de productie van de AHN in november 1944 hervat. Deze kregen de aanduiding Renault AHN2, al zijn de veranderingen minimaal ten opzichte van de hernoemde AHN1. Hiervan zijn 8400 exemplaren gemaakt.
| Type | Productieperiode            | Aantallen geproduceerd |
| ---- | --------------------------- | ---------------------- |
| AHN  | maart 1941-januari 1947     | 26.492                 |
| AHR  | april 1941-maart 1944       | 1.585                  |
| AHS  | augustus 1941-februari 1947 | 18.560                 |

De AHx werd opgevolgd door de Renault Galion.